# 貝爾吉施-奧登瓦爾德山世界地質公園
贝尔吉施——奥登瓦尔德山世界地质公园（Bergstraße-Odenwald Nature Park）位于德国西南部，东西处于美因河谷和莱茵河谷之间，南依莱卡河谷，北部靠麦塞尔化石坑世界自然遗产(Messel pit)，占地面积约2300平方公里。 
2004年2月被联合国教科文组织列入第一批世界地质公园名录。 